# Mind the Gap
Mind the Gap je desáté studiové album německé skupiny Scooter. Bylo vydáno roku 2004 a obsahuje 13 skladeb.

## Seznam skladeb
| Pořadí         | Název                 | Délka |
| -------------- | --------------------- | ----- |
| 1.             | Killer Bees           | 1:30  |
| 2.             | One (Always Hardcore) | 3:46  |
| 3.             | Shake That!           | 3:19  |
| 4.             | My Eyes Are Dry       | 2:54  |
| 5.             | All I Wanna Do        | 4:21  |
| 6.             | Jigga Jigga!          | 3:55  |
| 7.             | Panties Wanted        | 4:33  |
| 8.             | Trance-Atlantic       | 7:53  |
| 9.             | Stripped              | 3.29  |
| 10.            | Suavemente            | 3:38  |
| 11.            | The Chaser            | 4:10  |
| 12.            | The Avenger's Back    | 2:59  |
| 13.            | Trip To Nowhere       | 5:02  |
| Celková délka: | Celková délka:        | 51:29 |

## Zajímavosti
- „One (Always Hardcore)“ je částečně cover „Always Hardcore“ od Neophyte.
- „All I Wanna Do" je cover písně „All I Wanna Do“ od Sheryl Crow.
- „Stripped“ je cover „Stripped“ od Depeche Mode. Další německá skupina, která předělala tuto píseň je Rammstein.
- „Suavemente" byl původně od Elvis Crespo.
- „The Avenger's Back" je poloviční cover „Knock On Wood“ od Eddie Floyd.
- „Shake That" sampluje refrén populární písně „Shake Shake Shake“ od KC & The Sunshine Band.
- „Killer Bees" je cover písně „Mind The Gap“ od The KLF.